# جی-فانک
جی فانک (به انگلیسی: G-funk) یا گنگستا فانک (به انگلیسی: Gangsta-funk)، زیر مجموعه‌ای از موسیقی رپ و فانک است، به همراه ترکیبی از فرهنگ گانگستری که بیشتر در هیپ هاپ ساحل غربی دیده می‌شود.
از هنرمندان شاخص این سبک می توان به دکتر دره، اسنوپ داگ، ایزی-ئی، ایگزیبیت، نیت داگ، توپاک شکور، مک ۱۰ و ام سی رن اشاره کرد.
و همچنین از ترانه های مشهور این سبک می توان به آهنگ بیچ پلیز ۲ اشاره کرد که این آهنگ، تک آهنگی از امینم بود که در آن دکتر دره، اسنوپ داگ، نیت داگ و ایگزیبیت نیز همکاری کرده‌اند.